# Циклобензаприн
Циклобензаприн, продаваемый под торговой маркой Флексерил — лекарственное средство, используемое при мышечных спазмах, вызванных внезапно возникшими заболеваниями опорно-двигательного аппарата, но бесполезное при церебральном параличе. Принимается внутрь. Не рекомендуется использовать дольше нескольких недель.
Распространенные побочные эффекты включают в себя головную боль, чувство усталости, головокружение и сухость во рту. Серьёзные побочные эффекты включают в себя аритмию. Его не следует использовать вместе с ингибиторами МАО.
Циклобензаприн был одобрен для медицинского применения в Соединённых Штатах в 1977 году. Он доступен как дженерик. В Соединённых Штатах оптовая стоимость одной дозы составляет менее 0,05 долл. США по состоянию на 2018 год. В 2017 году это был 43-й по частоте назначения препарат в Соединённых Штатах, на него было выписано более 17 миллионов рецептов. По состоянию на 2012 год он не был доступен в Соединенном Королевстве.